# Miesięcznik (roślina)
Miesięcznik (Menispermum L.) – rodzaj pnączy należący do rodziny miesięcznikowatych. Obejmuje dwa gatunki – miesięcznik kanadyjski M. canadense rośnie w Ameryce Północnej od Manitoby na północy po północno-wschodni Meksyk i na wschód do wybrzeży Atlantyku, a miesięcznik dahurski M. dauricum we wschodniej Azji od południowych Chin po Syberię, Rosyjski Daleki Wschód i Japonię. Rośliny te rosną w lasach, często w dolinach strumieni. Bywają uprawiane jako pnącza ozdobne ze względu na atrakcyjne ulistnienie. Ich korzenie wykorzystywane są leczniczo.

## Morfologia
PokrójPnącza owijające się pędami, osiągające 6 m wysokości, zielone i zielne, co jest wyjątkowe w obrębie rodziny.
LiścieSkrętoległe, ogonkowe, bez przylistków, pojedyncze, zwykle zrzucane zimą. Blaszka liściowa z żyłkowaniem dłoniastym, bardzo zróżnicowana pod względem kształtu, nawet na pojedynczych okazach – od całobrzegich, szerokojajowatych po dłoniasto klapowane, z 3–7 klapami, zwykle szersze niż dłuższe. Liście od spodu często kontrastowo jasne, do srebrzystych.
KwiatyRośliny są dwupienne – na różnych okazach rozwijają się tylko kwiaty męskie lub tylko żeńskie. Kwiaty są drobne i białawe, zebrane w wiechowate kwiatostany wyrastające w kątach liści. Działek kielicha jest od 4 do 10 i ułożone są one mniej lub bardziej spiralnie. Płatków korony jest 6–8 i są one mięsistawe i krótsze od działek. W kwiatach męskich znajduje się 12–18 (czasem więcej) pręcików z kulistawymi pylnikami, osiągające do 4 mm długości. W kwiatach żeńskich znajduje się 6–12 prątniczków i 2–4 słupki z krótkimi szyjkami oraz dużym, łatkowato podzielonym znamieniem.
OwoceKuliste, czarne Pestkowce z pojedynczym, spiralnie wygiętym nasionem.

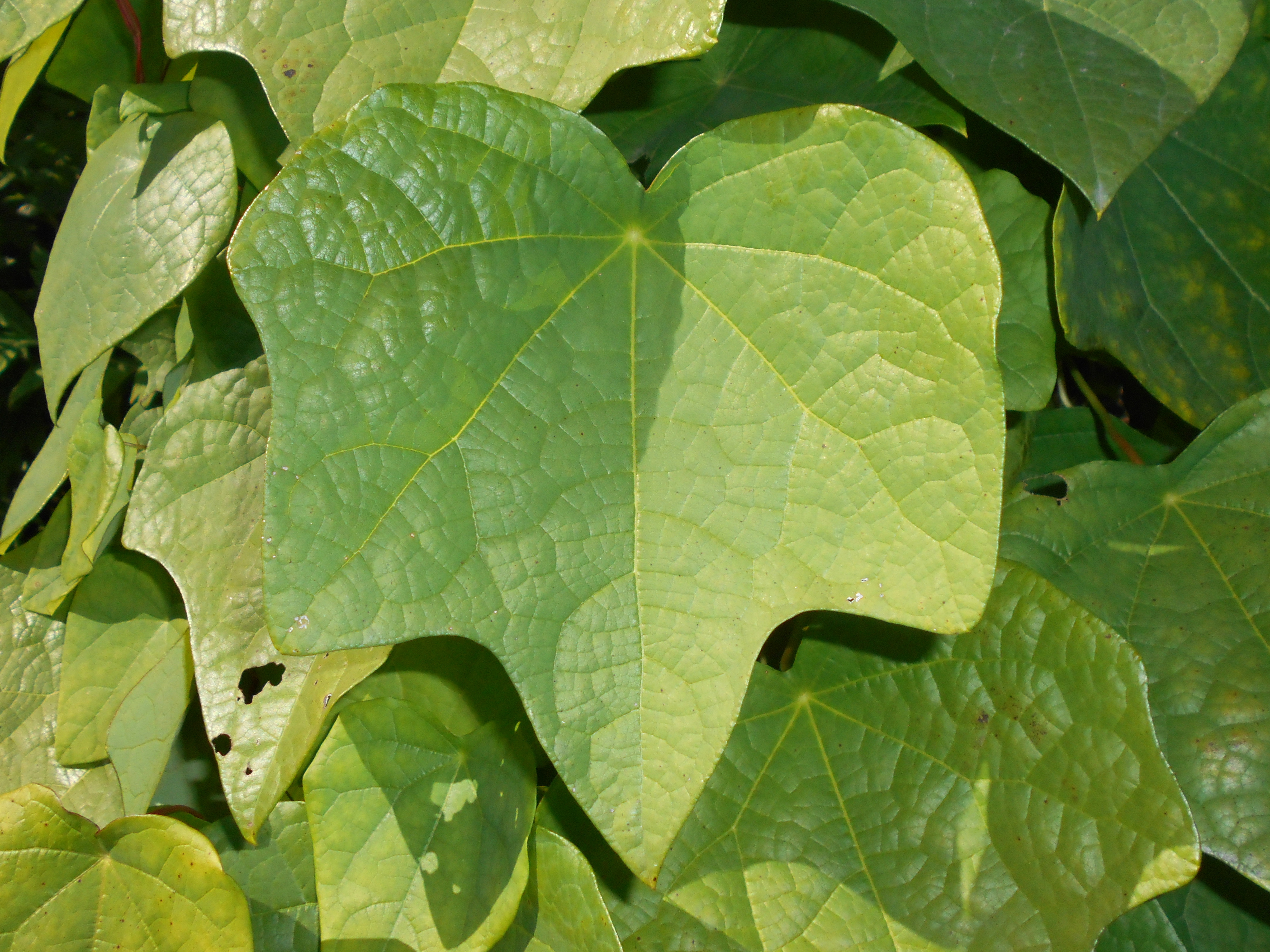
Liść m. dahurskiego
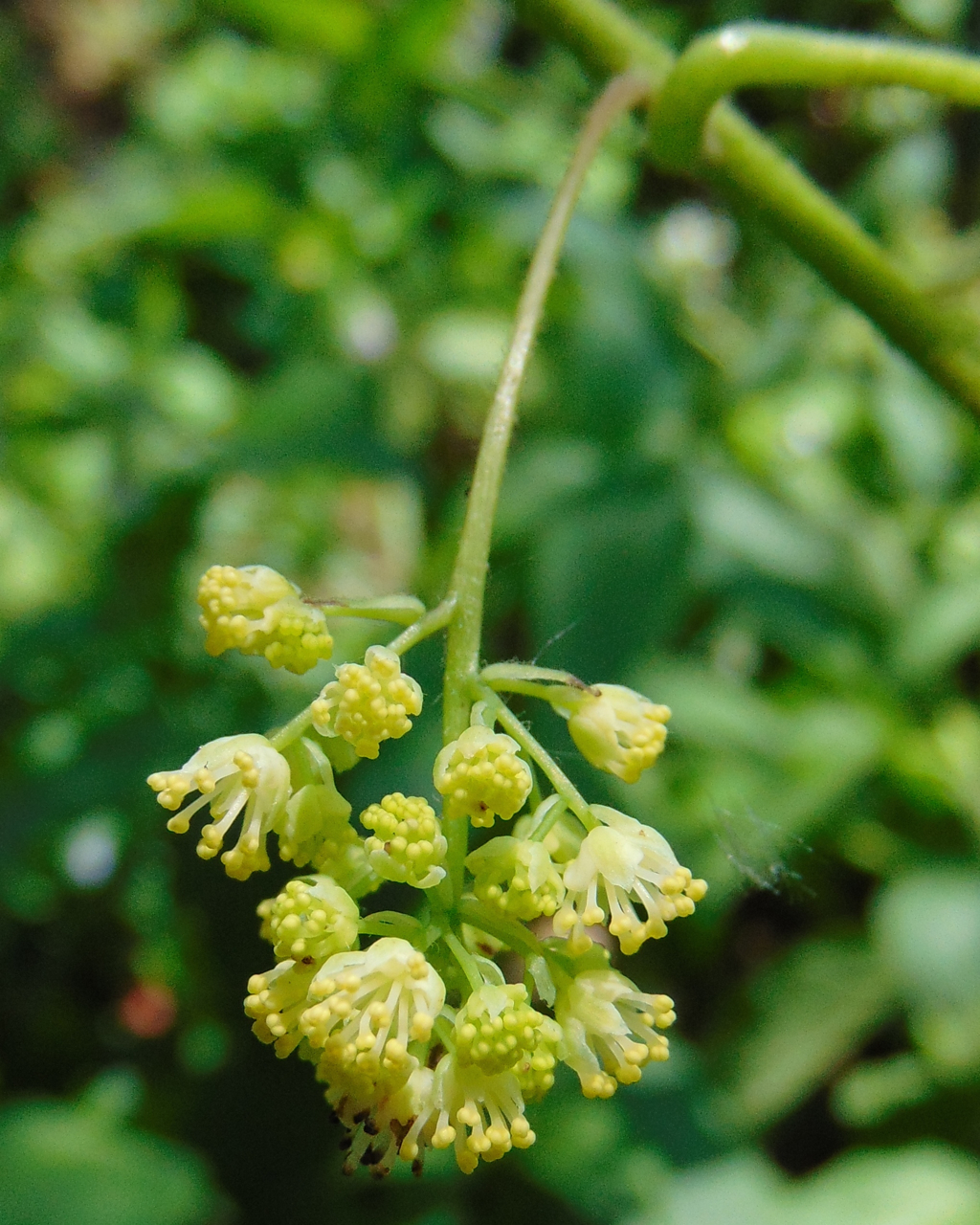
Kwiatostan m. kanadyjskiego
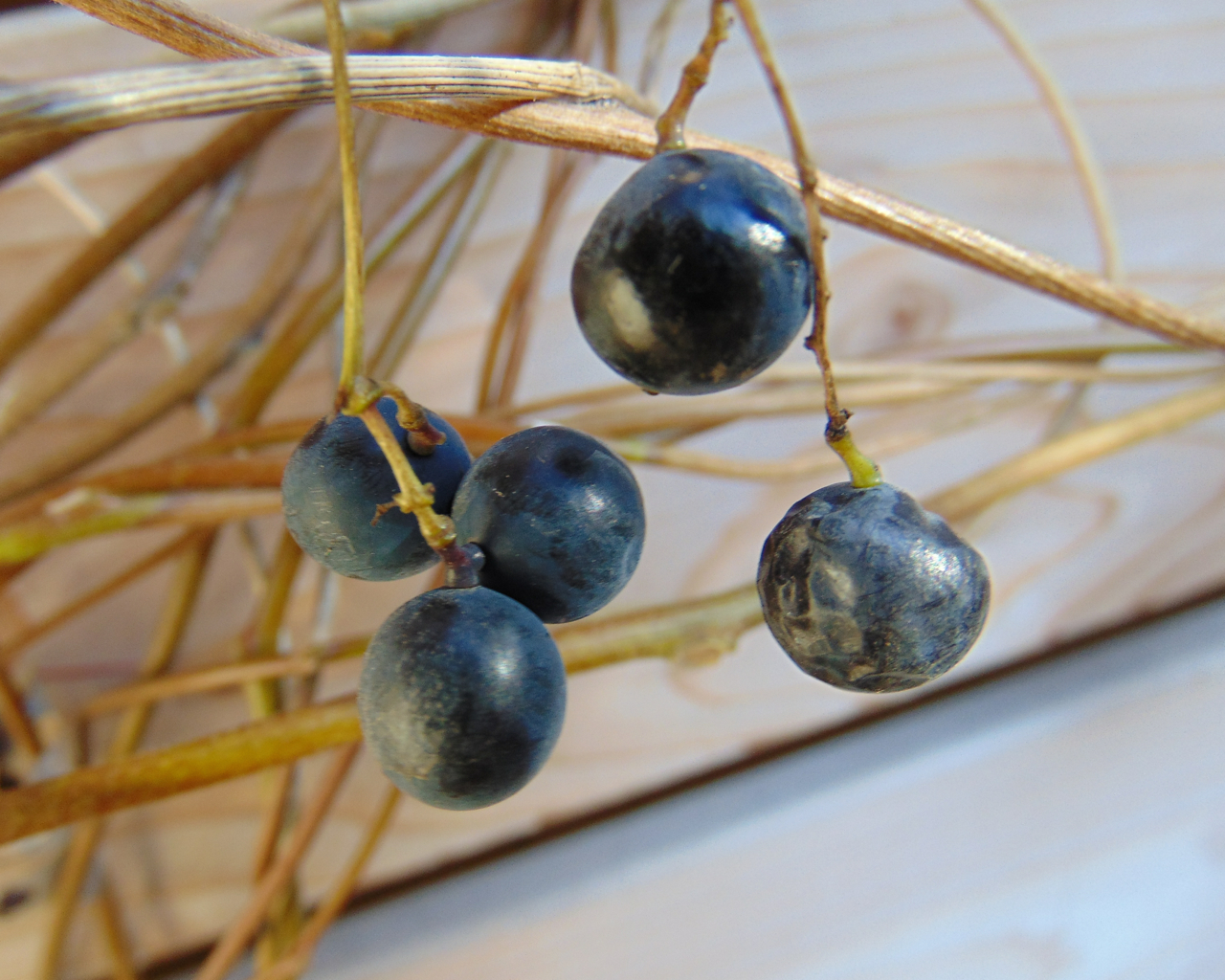
Owoce m. kanadyjskiego

## Systematyka
Pozycja systematyczna
Rodzaj należy do rodziny miesięcznikowatych (Menispermaceae) zaliczanej do jaskrowców (Ranunculales). W obrębie rodziny klasyfikowany jest do plemienia Menispermeae. Czasem wyróżniane są w obrębie rodzaju 3 lub 4 gatunki, ale baza taksonomiczna Plants of the World online uznaje dodatkowe nazwy za synonimy niżej wymienionych gatunków.
Wykaz gatunków
- miesięcznik kanadyjski Menispermum canadense L.
- miesięcznik dahurski Menispermum dauricum Candolle